# Vùng kinh tế của Nga
Nga được chia thành mười hai vùng kinh tế (tiếng Nga: экономи́ческие райо́ны, ekonomicheskiye rayony, số ít ekonomichesky rayon)—để tập hợp các đơn vị hành chính có chung đặc điểm như sau:
- Có chung mục tiêu xã hội và kinh tế và cùng tham gia vào chương trình phát triển chung;
- Có các điều kiện kinh tế tương đồng, liên quan và có tiềm năng;
- Có các điều kiện khí hậu, sinh thái và địa chất tương đồng;
- Có phương thức giám sát kỹ thuật các công trình kiến thiết mới tương đồng;
- Có phương thức giám sát thuế quan tương đồng;
- Tổng quát là có điều kiện sống tương đồng.

Một chủ thể liên bang không thể thuộc về nhiều hơn một vùng kinh tế.
Các vùng kinh tế lại được hợp thành siêu vùng kinh tế.  Một vùng kinh tế có thể thuộc về nhiều hơn một siêu vùng kinh tế.
Chính phủ liên bang Nga sẽ quyết định việc thành lập hoặc giải thể các vùng kinh tế và siêu vùng kinh tế hoặc bất kỳ thay đổi nào liên quan đến các đơn vị thành viên của vùng.
Sự phân chia thành các vùng kinh tế chỉ duy nhất cho mục đích thống kê và kinh tế, khác với sự phân chia thành chủ thể liên bang cho mục đích hành chính.

## Danh sách các vùng kinh tế

Vùng kinh tế Đất Đen Trung tâm
Vùng kinh tế Trung tâm
Vùng kinh tế Đông Sibir
Vùng kinh tế Viễn Đông
Vùng kinh tế Kaliningrad
Vùng kinh tế Bắc Kavkaz
Vùng kinh tế phía Bắc
Vùng kinh tế Tây Bắc
Vùng kinh tế Ural
Vùng kinh tế Povolzhsky
Vùng kinh tế Volga-Vyatka
Vùng kinh tế Tây Sibir

Danh sách dưới đây là các vùng kinh tế.
| Vùng kinh tế      | Phạm vi                                                                           |
| Tây Bắc           | Phần phía tây của Vùng liên bang Tây Bắc                                          |
| Phương Bắc        | Phần còn lại phía đông của Vùng liên bang Tây Bắc                                 |
| Kaliningrad       | Tỉnh Kaliningrad                                                                  |
| Trung tâm         | Phần phía bắc của Vùng liên bang Trung tâm                                        |
| Đất Đen Trung tâm | Phần còn lại phía nam của Vùng liên bang Trung tâm                                |
| Tây Sibir         | Một phần Vùng liên bang Ural và một phần Vùng liên bang Sibir                     |
| Đông Sibir        | Phần còn lại của Vùng liên bang Sibir                                             |
| Viễn Đông         | Trùng với Vùng liên bang Viễn Đông                                                |
| Volga-Vyatka      | Chỉ một phần của Vùng liên bang Volga                                             |
| Ural              | Gồm phần còn lại của Vùng liên bang Ural và một phần của Vùng liên bang Volga     |
| Povolzhsky        | Gồm các phần còn lại của vùng liên bang Volga và một phần Vùng liên bang Phía Nam |
| Bắc Kavkaz        | Toàn bộ Vùng liên bang Bắc Kavkaz cùng phần còn lại của Vùng liên bang Phía Nam   |
| ----------------- | --------------------------------------------------------------------------------- |